# Silkeborg IF
Silkeborg IF je danski nogometni klub iz Silkeborga. 

## Uspjesi
- Danska Superliga
  - Prvak (1): 1993./94.

- Kup Danske
  - Pobjednik (1): 2001.

- UEFA Intertoto kup
  - Pobjednik (1): 1996.

## Vanjske poveznice
- Službena stranica